# Karl Gustav Kofler
Karl Gustav Kofler (* 9. Februar 1866 in Nürtingen; † 23. Mai 1924 in München) war ein deutscher Verwaltungsjurist und bayerischer Staatsminister der Finanzen.

## Leben
Karl Gustav Kofler studierte Rechtswissenschaften an der Ludwig-Maximilians-Universität München und wurde zunächst Rechnungskommissär in der Kammer der Finanzen bei der Regierung der Oberpfalz. Bevor er am 15. November 1908 zur General-Bergwerks- und Salinen-Administration in München wechselte, war er als Assessor (1900) und Regierungsrat (1903) bei der Regierung der Pfalz in Speyer eingesetzt. Im Januar 1919 erhielt er Titel und Rang eines Oberregierungsrats im bayerischen Staatsministerium der Finanzen. Zum Jahresbeginn 1920 zum Ministerialrat ernannt, wurde er am 28. Januar 1920 Staatsminister der Finanzen und übte diese Funktion im Kabinett Hoffmann II und im Kabinett von Kahr I aus. Am 15. Juli 1920 wurde er auf seinen Wunsch hin auf die Stelle eines Ministerialrats versetzt und zum 1. Januar 1924 zum Ministerialdirektor ernannt. Er starb im Amt. 
Kofler war Mitglied der Bayerischen Volkspartei.